# Kurt Weckström
Kurt Weckström (Helsinki, 4 dicembre 1911 – 7 gennaio 1983) è stato un calciatore finlandese, di ruolo attaccante.

## Carriera

### Nazionale
L'11 ottobre 1931 esordisce contro la Danimarca (2-3).

## Palmarès

### Club

#### Competizioni nazionali
- Campionato finlandese: 2

HJK: 1936, 1938